# Kuklík
Kuklík (deutsch Kuklik) ist eine Gemeinde in Tschechien. Sie liegt acht Kilometer nördlich von Nové Město na Moravě und gehört zum Okres Žďár nad Sázavou.

## Geographie
Die Streusiedlung Kuklík breitet sich im Süden der Saarer Berge an der Einmündung der Bäche Chobotský potok und Bílý potok in die Fryšávka um eine Flussschleife aus. Nördlich erhebt sich der Klobouk (685 m), im Osten der Bohdalec (791 m) und im Südwesten der Kopeček (822 m) und die Pasecká skála (819 m).
Nachbarorte sind Krátká und Sněžné im Norden, Vříšť, Líšná und Ve Smrčinách im Nordosten, Bořina und Polsko im Osten, Věcov und Odranec im Südosten, Chobot und Chobotský Dvůr im Süden, Studnice und Rokytno im Südwesten, Medlov, Kadůvek und Fryšava pod Žákovou horou im Westen sowie Kadov im Nordwesten.

## Geschichte
Die erste schriftliche Erwähnung des Dorfes Výmyslice erfolgte in einer Anmerkung als ein neues Dorf auf der Abschrift einer Urkunde Johann von Pernsteins aus dem Jahre 1534 über die Einführung des Neustadtler Bierzwanges in 18 umliegenden Ortschaften. 1564 gehörte Výmyslice zu den Dörfern, die Vratislav von Pernstein an die Stadt Neustadtl verpfändete. Wenig später erfolgte eine Umbenennung des Dorfes nach dem Teich Kukla. Dieser diente als Wasserreservoir für die Glashütte in Vříšť. Erstmals findet sich der neue Name Kuklík 1568 in einer die hiesige Mühle betreffenden Urkunde. 1590 sind im Burgrechtsbuch von Německé für den Ort beide Namen vermerkt.
Im Jahre 1651 errichtete der Besitzer der Herrschaft Neustadtl, Franz Maximilian Kratzer von Schönsberg, in Kuklík ein Frischfeuer, das mit weiteren in Vříšť und Líšná das in den Bergen gewonnene Eisenerz für die Weiterverarbeitung im Hochofen von Kadau aufbereitete. Das Wasser des Kukla wurde fortan für die Hämmer und Frischfeuer in Vříšť und Líšná genutzt. Die Ansiedlung Chobot entstand 1736 und Chobotský Dvůr ist seit 1741 nachweisbar. Nach 1770 erlosch das Frischfeuer in Kuklík. Seit der zweiten Hälfte des 18. Jahrhunderts wurde in Kuklík in mehreren Schächten Eisenerz gefördert. Seit 1808 ist ein Ortssiegel nachweisbar. 1834 gehörten die Gruben von Kuklík zu den bedeutendsten Lieferanten der Kadauer Eisenhütte. Im Jahre 1848 wurde der Kukla abgelassen.
Nach der Aufhebung der Patrimonialherrschaften bildete Kuklík ab 1850 eine Gemeinde im politischen Bezirk Neustadtl. 1875 kaufte Graf Mitrowsky die Kuklíker Eisengruben für die Stiepanauer Eisenwerke. Im darauffolgenden Jahr wurde in Stiepanau der letzte Hochofen ausgeblasen, damit erlosch auch der Eisenbergbau in Kuklík. 1927 wurde die Straße von Žďár nach Německé errichtet. Dabei kam es bei einer Sprengung durch falschen Umgang mit Dynamit zu einem Unfall, bei dem zwei Bewohner des Hauses Nr. 13 starben. 1949 wurde die Gemeinde dem Okres Žďár nad Sázavou zugeordnet. 1964 erfolgte bei Chobot der Vortrieb von Erkundungsstollen zur Eisenerzlagerstätte. Eine Wiederaufnahme des Bergbaus erfolgte nicht, stattdessen wurde mit einem der Stollen eine neue Trinkwasserquelle erschlossen. 1976 verlor Kuklík seine Eigenständigkeit und war bis 1990 ein Ortsteil von Sněžné.
Kuklík ist heute ein Erholungs- und Wintersportort. Im Dorf suchten u. a. der Schauspieler Oldřich Nový (1899–1983) und der Maler František Emler (1912–1992) Erholung.

## Gemeindegliederung
Für die Gemeinde Kuklík sind keine Ortsteile ausgewiesen. Zu Kuklík gehören die Ansiedlungen Bořina, Chobot, Chobotský Dvůr und V koutě. Grundsiedlungseinheiten sind Bořina und Kuklík.

## Sehenswürdigkeiten
- ehemalige Mühle, der in der Mitte des 19. Jahrhunderts errichtete Bau brannte 1934 aus. Heute dient die Mühle als Pension.
- Geschützte 22 hohe Winterlinde in Kuklík
- Geschützte Sommerlinde in Chobotský Dvůr, der 25 m hohe Baum hat einen Stammumfang von 8,20 m
- Damm des ehemaligen Teiches Kukla im Unterdorf